# Parkinson-kór
A Parkinson-kór vagy „reszkető bénulás” (paralysis agitans) az Alzheimer-kórhoz hasonlóan lassan előrehaladó, degeneratív idegrendszeri betegség. Az orvostudomány mai állása szerint gyógyíthatatlan, viszont kezelhető. Világnapját 1997 óta a névadó James Parkinson születése napján, április 11-én tartják.

## Leírása
Pápai Páriz Ferenc, Bihar vármegye főorvosa írta le a világon legelőször tudományos tisztasággal e kórságot. Jóval alaposabban és több, mint egy évszázaddal előbb, mint a mai névadója, ellenben ékes magyarsággal tette azt. 1690-ben Kolozsvárott – akkor Kolosváratt – kiadott Pax Corporis azaz A Test Békéje c. könyvében az ideggyógyászati kórképeket részletesen tárgyalta. A magyar szakirodalmat nem ismerő francia ideggyógyász Jean-Martin Charcot (1825-1893) szerint James Parkinson (1755–1824) írta le a betegséget először, ezért róla nevezte el. Az agytörzsi ganglionok károsodása miatt alakul ki, legtöbb betegnél 50-60 éves korban kezdenek mutatkozni az első tünetek. Az agyban a finom mozgásokat irányító bazális ganglionok mennek tönkre, és csökken a fő ingerületátvivő anyag, a dopamin termelődése is. A kór oka többnyire ismeretlen, bár idegrendszeri fertőzéseken és egyéb degeneratív betegségeken kívül gyógyszerek, például antipszichotikumok, sőt kábítószerek is előidézhetik.

## Okok

### Összefüggés a gyomorfekéllyel
Az Aarhusi Egyetem, illetve a hozzá tartozó kórház kutatóinak sikerült bebizonyítaniuk, hogy a Parkinson-kór oka a gyomor-bél rendszerben rejlik, és a betegség a bolygóidegen keresztül jut el az agyba. Majdnem 15 000 olyan beteg adatait vizsgálták át, akiknek bolygóidegét – gyomorfekély kezelése érdekében – átmetszették (vagotómia). Kiderült, hogy a műtétnek köszönhetően a páciensek természetes védelmet nyertek a Parkinson-kór ellen.

## Tünetei
Három fő tünet, a nyugalmi remegés (tremor), izommerevség (rigiditás) és a meglassultság (bradikinézia). Egyéb tünet a kenőcsös arc (seborrhoea), csökkent arcmimika (hipomimia). Későbbi stádiumban tartási instabilitás, vérnyomásesés is előfordulhat. A beteg számára a mozgások elkezdése, a felállás, elindulás a legnehezebb. A betegség gyakran jár depresszióval és a gondolkodás lelassulásával.

## Kezelése
A gyógyszeres kezelés célja a dopamin pótlása, ami alapvetően történhet dopaminhatást kifejtő gyógyszerek (dopaminagonisták) és a dopamintermelés előanyagát jelentő levodopa segítségével. Gyógyszeres kezeléssel a tünetek több éven keresztül karbantarthatók. Azonban a tartós levodopa-alkalmazás is kivált mellékhatásokat – például a jó és a meglassult állapot váltakozását (fluktuáció), túlmozgásokat (diszkinézia) –, amik az életminőséget jelentősen ronthatják. Ilyenkor bizonyos esetekben a műtéti kezeléstől várható további javulás.
Alapvetően két típusú műtét létezik: a roncsolásos (abláció) és a stimulációs kezelés. Mivel a kétoldali roncsolásos műtétek gyakran járnak szövődménnyel, ezért az elmúlt években a mély agyi stimuláció (deep brain stimulation) jelentős teret nyert a Parkinson-kór idegsebészeti kezelésében. A műtét során egy- vagy kétoldali elektródát ültetnek be a kórosan működő agyterületre, amelynek a speciális ingerlése a kóros működést csillapítja, ami bizonyos tünetek javulását eredményezi.
Kezelésben ezen kívül fontos szerepet játszik a gyógytorna, a fizikoterápia is. Jól bevált a Pető-féle konduktív, életmód-terápia. A fokozódó nyelési nehézségek miatt étrendi kiegészítőket és székletlágyítókat is adnak. Folynak kísérletek emberi embrióból vett dopamintermelő idegszövet agyba ültetésével is.